# Katharine Towne
Pour les articles homonymes, voir Towne.
Katharine Towne, née le 17 juillet 1978 à Hollywood, Californie est une actrice américaine.

## Biographie
Katharine Towne est née le 17 juillet 1978 à Hollywood, Californie. Ses parents sont le scénariste Robert Towne et l'actrice Julie Payne.
Elle a une demi-sœur, Chiara Towne.

### Vie privée
Elle a été mariée avec l'acteur Charlie Hunnam de 1999 à 2002.

## Filmographie

### Cinéma

#### Longs métrages
- 1998 : Without Limits de Robert Towne : Une femme
- 1999 : Elle est trop bien (She's All That) de Robert Iscove : Savannah
- 1999 : Go de Doug Liman : Becky
- 1999 : But I'm a Cheerleader de Jamie Babbit : Sinead
- 1999 : Le Célibataire (The Bachelor) de Gary Sinyor : Monique
- 2000 : Apparences (What Lies Beneath) de Robert Zemeckis : Caitlin Spencer
- 2000 : Sex & manipulations (The In Crowd) de Mary Lambert : Morgan
- 2001 : Potins mondains et amnésies partielles (Town and Country) de Peter Chelsom : Holly
- 2001 : Mulholland Drive de David Lynch : Cynthia Jenzen
- 2001 : Évolution d'Ivan Reitman : Nadine
- 2002 : The Anarchist Cookbook (en) de Jordan Susman : Jody
- 2002 : Fashion victime (Sweet Home Alabama) de Andy Tennant : Erin Vanderbilt
- 2003 : Injection fatale (LD 50 Lethal  Dose) de Simon De Selva : Helen
- 2003 : Sol Goode (en) de Danny Comden : Chloe
- 2003 : Easy Six de Chris Iovenko : Sally Iverson
- 2005 : Barry Dingle de Barry Shurchin : Joanna Wojohowsky
- 2006 : Un goût de nouveauté (Something New) de Sanaa Hamri : Leah Cahan
- 2006 : Looking for Sunday de Mark Piznarski : Elizabeth
- 2007 : Les Rois du patin (Blades of Glory) de Will Speck et Josh Gordon : L'accro au sexe
- 2009 : Blur de John W. Kim : Sarah
- 2009 : Amar de Jorge Ramírez Suárez : Diane
- 2012 : La belle et l'idiot (Beauty and the Least: The Misadventures of Ben Banks) de Bryce Clark : Erin Parker

#### Court métrage
- 2005 : Mr. Dramatic de John Stalberg Jr. : Elizabeth

### Télévision

#### Séries télévisées
- 1999 : Buffy contre les vampires (Buffy the Vampire Slayer) : Sunday
- 2000 : M.Y.O.B. : Riley Veatch
- 2001 : Les Années campus (Undeclared) : Rebecca
- 2007 : Tell Me You Love Me : Mason
- 2011 : Les Experts : Manhattan (CSI : NY) : Tessa James
- 2012 : The Aquabats! Super Show! : Dr Eva Mudlark